# Club de Fútbol Monterrey (femminile)
Il Club de Fútbol Monterrey Femenil è una squadra di calcio femminile messicana, sezione dell'omonimo club con sede a Monterrey, capoluogo del Nuevo León. Milita nella Liga MX Femenil, la massima serie del campionato messicano di categoria.
Di proprietà di FEMSA, l'azienda di imbottigliamento più grande dell'America Latina, gioca le partite casalinghe allo stadio BBVA di Guadalupe, impianto da 52 237 spettatori che condivide con la squadra maschile.
Con tre titoli nazionali, al 2024, è la seconda squadra di calcio femminile più titolata del campionato messicano dietro alla concittadina rivale del Tigres UANL con la quale disputa, come tra le compagini maschili, il derby indicato come Clásico Regiomontano.

## Storia
Dopo che il 5 dicembre 2016 Enrique Bonilla, presidente della Primera División de México, annunciò l'istituzione di un campionato professionistico femminile, anche il club Club de Fútbol Monterrey decise di partecipare al nuovo torneo con un comunicato ufficiale emesso il successivo 3 gennaio 2017. I provini si sono svolti in due fasi il 28 e 29 gennaio e il 4 e 5 febbraio presso i campi dell'UdeM San Pedro, del Club Primavera, del Nova e dell'El Cerrito dove 2 600 aspiranti calciatrici misero in mostra le loro qualità tecniche sperando di indossare la maglia dei Rayados.
La squadra ha debuttato il 3 maggio 2017 in una partita della Liga MX Femenil Cup 2017, affrontando le águilas dell'América con un punteggio finale di 6-0 a favore della squadra di Coapa.
La loro seconda partita è stata contro il Tigres UANL, nella prima edizione del Clásico Regiomontano Femenil, incontro disputato il 4 maggio 2017, dove le Felinas hanno ottenuto la loro prima vittoria sconfiggendo le Rayadas per 4-3, vincendo il primo Clásico.

## Palmarès

### Competizioni nazionali
- Campionato messicano: 3

Apertura 2019, Grita México 2021, Clausura 2024

## Organico

### Rosa 2024-2025
Rosa, ruoli e numeri di maglia come da sito ufficiale e sito ligafemenil.mx.
| N. |                        | Ruolo | Calciatore               |
| -- | ---------------------- | ----- | ------------------------ |
| 2  | Messico (bandiera)     | D     | Daniela Monroy           |
| 3  | Messico (bandiera)     | D     | Tanna Sánchez            |
| 4  | Messico (bandiera)     | D     | Rebeca Bernal (capitano) |
| 5  | Paesi Bassi (bandiera) | D     | Merel van Dongen         |
| 7  | Messico (bandiera)     | A     | Christina Burkenroad     |
| 8  | Messico (bandiera)     | A     | Diana Evangelista        |
| 9  | Messico (bandiera)     | A     | Myra Delgadillo          |
| 10 | Messico (bandiera)     | C     | Nicole Pérez             |
| 11 | Messico (bandiera)     | D     | Lizette Rodríguez        |
| 12 | Sudafrica (bandiera)   | A     | Jermaine Seoposenwe      |
| 13 | Messico (bandiera)     | D     | Karol Bernal             |

| N. |                        | Ruolo | Calciatore         |
| -- | ---------------------- | ----- | ------------------ |
| 14 | Messico (bandiera)     | D     | Alejandra Lua      |
| 15 | Messico (bandiera)     | C     | Samantha Simental  |
| 16 | El Salvador (bandiera) | C     | Juana Plata        |
| 17 | Spagna (bandiera)      | A     | Lucía García       |
| 21 | Guatemala (bandiera)   | C     | Ana Lucía Martínez |
| 22 | Messico (bandiera)     | C     | Diana García       |
| 23 | Costa Rica (bandiera)  | D     | Valeria del Campo  |
| 24 | Messico (bandiera)     | P     | Mariana Caballero  |
| 25 | Messico (bandiera)     | P     | Pamela Tajonar     |
| 27 | Messico (bandiera)     | C     | Fatima Servin      |